# Cantó de Le Marin
El cantó de Le Marin fins al 2015 era una divisió administrativa francesa situat al departament de Martinica a la regió de Martinica.

## Composició
El cantó comprenia la comuna de Le Marin.

## Administració
| Període                                  | Identitat       | Partit | Qualitat |
| ---------------------------------------- | --------------- | ------ | -------- |
| 2004-2014                                | Rodolphe Désiré | PPM    |          |
| Les dades anteriors no són pas conegudes |                 |        |          |